# Kino Igman (Ilidža)
Kino Igman se nachází ve městě Ilidža blízko Sarajeva. Budova z přelomu 19. a 20. století stojí na břehu řeky Željeznica a má adresu Hrasnička cesta 14. Vznikla podle návrhu českého architekta Karla Paříka jako lázeňská restaurace.

## Historie
Realizace lázní v lokalitě Ilidža v blízkosti Sarajeva byla zahájena nedlouho po příchodu Rakousko-uherské správy na území Bosny. Stavební práce na různých objektech byly zahájeny v polovině 80. let 19. století poté, co celý projekt přešel pod zemskou vládu. Pařík objekt rozčlenil do dvou celků (prostoru pro hosty) spojených verandou a chodbou. Stejně jako celý lázeňský areál byla tehdejší restaurace inspirována tyrolskou horskou architekturou a neoklasicismem.
Později byl objekt několikrát rekonstruován a přestavován. Původní prvky z fasády objektu zmizely až na sdružená okna v přízemí. Od existence socialistické Jugoslávie slouží restaurace jako kino, které neslo název podle nedalekého pohoří Igman. Byl přistavěn filmový sál s kapacitou cca 200 diváků. V 50. a 60. letech 20. století se zde konaly sarajevské premiéry tehdy populárních filmů. Kino bylo opětovně zprovozněno po dlouhé době, kdy bylo mimo provoz, v roce 2017.